# Alexandre Cédric Doucet
 (avril 2025).
Alexandre Cédric Doucet, né le 26 octobre 1994 à Beresford, est un avocat et homme politique néo-brunswickois (canadien).

## Biographie
Né le 26 octobre 1994 à Beresford au New Brunswick, Alexandre Cédric Doucet est le père de Jacob et de Florence Doucet et est marié à Pascale Rioux-Doucet.M. Doucet est diplômé de l’école secondaire Népisiguit. Il obtient un baccalauréat en sciences politiques ainsi qu’un doctorat en droit (Jurius Doctorat) à l'Université de Moncton.

### Carrière professionnelle
Alexandre Cédric Doucet est un avocat qui pratique dans la région du Grand Moncton. Il travaille également comme associé principal chez Porter O’Brien, au Nouveau-Brunswick. Ses domaines de pratiques comprennent le droit linguistique, le droit des biens, le droit du travail, le droit municipal et le droit administratif. Il est également chargé de recherche pour l'Association francophone des municipalités du Nouveau-Brunswick (AFMNB) et travaille au Congrès mondial acadien 2019, où il coorganise l'événement de réflexion acadien : « Le Grand Parle-ouère.»

### Conseil d'administration
Doucet passe beaucoup de temps à participer à des organismes pour aider sa communauté. Il joue un rôle au sein du Conseil des gouverneurs de l'Université de Moncton et de la Coalition d'équité salariale. Il est également membre de la Fédération étudiante du Campus universitaire de Moncton (FÉCUM), de la Fédération des communautés francophones et acadiennes du Canada (FCFA) et de la Société nationale de l’Acadie (SNA). Il devient également vice-président puis président de la Société de l’Acadie du Nouveau-Brunswick (SANB). À titre de président de la SANB, il joue l’un de ses rôles les plus importants au sein du comité, où il siège pendant quatre ans avant de démissionner pour entreprendre une carrière politique. Les objectifs de Doucet pour la commission était nombreux. Il s'est concentré sur les trois points suivants : la révision de la loi sur les langues officielles, la diversification du financement de l'organisme et le rapprochement de l'organisme avec la population afin que celle-ci se sente véritablement au cœur des décisions.

### Carrière politique
Membre du Parti libéral du Nouveau-Brunswick, Alexandre Cédric Doucet est élu député à l'Assemblée législative du Nouveau-Brunswick de la circonscription de Moncton-Est lors des élections générales de 2024,. En tant que député provincial, il s'est engagé à redresser le Nouveau-Brunswick en relevant les défis majeurs auxquels il est confronté dans les domaines du logement, du coût de la vie et de l'aide aux personnes âgées.
En 2020 et 2021, il a été reconnu comme l'un des 30 francophones les plus influents de la province par le quotidien L'Acadie nouvelle.